# Reforma Sanitária no Brasil
A Reforma Sanitária no Brasil foi um movimento social liderado por profissionais e militantes da saúde que se propunham a pensar o sistema brasileiro com o propósito de democratizar o acesso à saúde no país. O movimento surgiu no início da década de 1970, quando o Brasil vivia um período de ditadura militar. 
A expressão foi usada para se referir ao conjunto de ideias que se tinha em relação às mudanças e transformações necessárias na área da saúde. Essas mudanças, segundo os defensores da reforma, partiam da noção de que a saúde não é a mera ausência de doenças, mas um conceito que compreende o aspecto físico, mental, social e político das pessoas. 
Este processo teve como acontecimento notório a 8ª Conferência Nacional de Saúde, realizada em 1986. Foi um evento que contou com cinco dias de debates, mais de quatro mil participantes, grupos de trabalho e um objetivo muito claro: produzir acúmulos para a futura Assembleia Constituinte. Essa conferência foi a primeira em que houve presença mais significativa da sociedade civil organizada. 
A 8ª Conferência Nacional de Saúde, realizada entre 17 e 21 de março de 1986, foi um dos momentos mais importantes na definição do Sistema Único de Saúde (SUS) e debateu três temas principais: ‘A saúde como dever do Estado e direito do cidadão’, ‘A reformulação do Sistema Nacional de Saúde’ e ‘O financiamento setorial’. 
Um nome muito importante desse movimento foi o do sanitarista Sérgio Arouca, muito envolvido em temas ligados à gestão da saúde pública e a defesa do serviço e do servidor público. Foi militante do Partido Comunista Brasileiro (PCB), no qual lutou pela redemocratização do país, pelo acesso universal à saúde e pelas reformas de base. 

## Contexto histórico-político
Embora tenha se formado a partir da década de 1970, durante a ditadura militar, com a criação do Centro Brasileiro de Estudos de Saúde (Cebes), foi na 8ª Conferência Nacional de Saúde (1986), após a redemocratização, que alcançou seu apogeu. Sérgio Arouca e a Fundação Oswaldo Cruz como um todo foram atores muito importantes nesse processo. 
No mundo, era adotada pela Organização Mundial da Saúde a Declaração de Alma-Ata, que reconhecia a saúde como um direito de todos os povos e um dever das nações, com ênfase na Atenção primária à saúde. Essa declaração, de certa forma, estabelece as bases para o que viria a ser o SUS brasileiro. 

## Referencial teórico
A noção de Determinação Social do Processo Saúde-Doença, muito importante para a constituição da Epidemiologia Social Latino-Americana, ganhou grande expressão na história do movimento sanitário brasileiro. Esse foi um dos conceitos que pautou a reforma sanitária brasileira, colocando a dimensão do social integrada ao campo saúde. 
Baseou-se no pensamento marxista, especialmente no método do materialismo histórico-dialético, compreendendo o social e o biológico não como entes antagônicos, mas como fatores que se relacionam; e a doença, não como um processo natural, mas como um fenômeno histórico e socialmente construído. 
Houve influência também do Eurocomunismo e do pensamento de Antonio Gramsci .

## Resultados
A reforma sanitária brasileira abriu o caminho para a criação do Sistema Único de Saúde (SUS), o sistema nacional brasileiro descentralizado e democrático, aprovado na Assembleia Constituinte de 1987. 

## Críticas
Alguns autores marxistas apontam que a reforma, inicialmente de caráter socialista, tornou-se social-democrata. Isso porque, no momento em que se conseguiu a criação do SUS, o movimento passou a apostar no Estado como solução final, passando a operar apenas nos limites deste. 